# روکازکا دی وولسچی
روکازکا دی وولسچی (به ایتالیایی: Roccasecca dei Volsci) یک کومونه در ایتالیا است که در استان لاتینا واقع شده‌است. روکازکا دی وولسچی ۲۳٫۶ کیلومتر مربع مساحت و ۱٬۱۵۳ نفر جمعیت دارد و ۳۷۶ متر بالاتر از سطح دریا واقع شده‌است.